# Kaingang (Sprache)

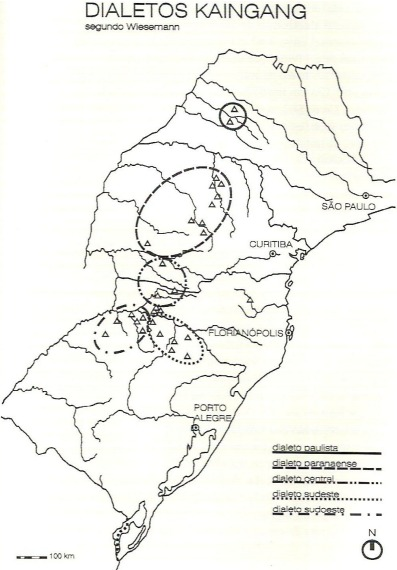
Karte der Kaingang-Dialekte nach Wiesemann

Die Sprache der Kaingang zählt gemeinsam mit der Sprache der Xokleng zu den südlichen Gê-Sprachen. Weitere Bezeichnungen sind Caingangue, Kaingáng, Kanhgág, Kainjgang, Coroados.
Sie kommt in den brasilianischen Bundesstaaten São Paulo, Santa Catarina, Paraná und Rio Grande do Sul vor.
Die übrigen Gê-Sprachen, die zur Sprachfamilie Macro-Gê gehören, werden sehr viel weiter nördlich, etwa in Mato Grosso oder Pará, gesprochen. Unter den gêsprachigen Völkern sind die Kaingang das größte Volk und stellen ungefähr die Hälfte der Sprecher.

## Orthografie

### Alphabet
Das Kaingang-Alphabet wurde von Ursula Wiesemann auf der Grundlage des lateinischen Alphabets auf 28 Grapheme festgelegt.
| Graphem (Kaingang) | Laut                       |
| ------------------ | -------------------------- |
| A a                | /a/                        |
| Á á                | /ə/                        |
| Ã ã                | /ã/                        |
| E e                | /e/                        |
| É é                | /ɛ/                        |
| Ẽ ẽ                | /ɛ̃/                        |
| F f                | /f/                        |
| G g                | /ŋ/ /ŋg/ /gŋ/ /ŋk/ /k/     |
| H h                | /h/                        |
| I i                | /i/                        |
| Ĩ ĩ                | /ĩ/                        |
| J j                | /j/                        |
| K k                | /k/                        |
| M m                | /m/ /mb/ /bm/ /mp/ /p/     |
| N n                | /n/ /nd/ /dn/ /nt/ /t/     |
| Nh nh              | /ɲ/ /ɲgʲ/ /gʲɲ/ /ɲkʲ/ /kʲ/ |
| O o                | /o/                        |
| Ó ó                | /ɔ/                        |
| P p                | /p/                        |
| R r                | /ɾ/ /ɽ/                    |
| S s                | /ʃ/                        |
| T t                | /t/                        |
| U u                | /u/                        |
| Ũ ũ                | /ũ/                        |
| V v                | /w/                        |
| Y y                | /ɨ/                        |
| Ỹ ỹ                | /ɨ̃/                        |
| ’                  | /ʔ/                        |